# Tan-Châhpouhr
Tan-Châhpouhr est un seigneur iranien marzban d'Arménie au VIe siècle.

## Biographie
On connait peu de choses sur ce marzban. René Grousset dit qu'il le fut de 554 à 560. Cyrille Toumanoff dit que son gouvernement dura de 552 à 560. 
Asolik, historien arménien au Xe siècle, précise qu'il reprend le prosélytisme mazdéen : « il propage partout l'idolatrie et allume des pyrées dans le Rechtouniq, contraignant les chrétiens à adorer le feu, mais un grand nombre préférèrent la mort ».
C'est cependant sous son gouvernement que l'Église apostolique arménienne organise le second concile de Dvin. Il est ensuite remplacé par Varazdat.